# Зловещая шестёрка
Злове́щая шестёрка (англ. Sinister Six) — команда суперзлодеев комиксов издательства Marvel Comics, созданная Стэном Ли и Стивом Дитко. Состоит из противников супергероя Человека-паука и обычно появляется в различных сериях комиксов о нём. Первая инкарнация команды была организована Доктором Осьминогом и появилась в комиксе 1964 года The Amazing Spider-Man Annual #1.

## История

### Первая Зловещая шестёрка
После трёх поражений подряд от Человека-паука, Доктор Осьминог сбегает из тюрьмы и решает связаться со всеми суперзлодеями, которые когда-либо пересекались с Человеком-пауком, но только пять из них отвечают: Стервятник, Электро, Крейвен-охотник, Мистерио и Песочный человек. Понимая, что у него не получится сдерживать всех суперзлодеев в одной команде долгое время, Доктор Осьминог быстро составляет план битвы, по которому каждый отдельный член Зловещей шестёрки должен драться с Человеком-пауком в специально отобранной местности.
В это время Человек-паук непонятным образом потерял свои суперспособности и собирался вернуться к обычной жизни подростка. Зловещая шестёрка узнаёт, что Бетти Брант (секретарь Daily Bugle, где работает Питер) играет большую роль в жизни Человека-паука. Они крадут её и прохожую, которой оказывается тётя Мэй. Питер Паркер узнаёт об этом в офисе Daily Bugle, где Стервятник говорит Джею Джона Джеймсону, чтобы тот проинформировал Человека-паука о том, что Бетти держат в заложниках вместе с тётей Мэй и что если он хочет видеть их живыми, он должен сразиться со Зловещей шестёркой.
Несмотря на то, что у Питера Паркера отсутствуют суперспособности, он надевает костюм Человека-паука и отправляется спасать Бетти и Мэй. Первым суперзлодеем был Электро на электротехническом заводе. Во время этой битвы Питер Паркер каким-то образом вновь обретает свои суперспособности, уворачиваясь от удара электроэнергии, в результате чего он легко побеждает Электро. После этого он по очереди сражается с Крейвеном-охотником, Мистерио, Песочным человеком и Стервятником, побеждая их всех. Наконец, он отправляется сражаться с Доктором Осьминогом, который заманил его в огромный аквариум, где хотел убить его как настоящий осьминог, но Человек-паук и здесь одерживает победу.

### Возвращение Зловещей шестёрки
В номерах #334-339 серии комиксов The Amazing Spider-Man все преступники сбегают из тюрьмы и решают жестоко отомстить Человеку-пауку. Место Крейвена-охотника, покончившего жизнь самоубийством, занимает Хобгоблин. Команда вновь была организована Доктором Осьминогом, который заявлял, что их цель — победить Человека-паука. Впоследствии оказывается, что это была уловка, часть плана, по которому Доктор Осьминог хотел стать властелином всего мира. Песочный человек переходит на сторону Человека-паука и помогает ему остановить Зловещую шестёрку, руша все планы Доктора Осьминога.

### Месть Зловещей шестёрки
Зелёный гоблин сформировал ещё одну Зловещую шестёрку, чтобы отомстить Человеку-пауку. Но они потерпели поражение.

### Зловещая семёрка
Хобгоблин сформировал Зловещую семёрку, чтобы победить Каина, дефективного клона Человека-паука. Им почти удаётся убить его, но Человек-паук спасает Каина, и они вместе побеждают Семёрку.

### Зловещая шестёрка Песочного человека
Песочный человек и второй Мистерио вновь формируют Зловещую шестёрку, в которой Веном заменял Доктора Осьминога. Они также были побеждены.

### Зловещая дюжина
Команда «Зловещая дюжина» участвовала в Секретной Войне.

### Зловещая шестёрка во время Гражданской войны
Новая версия Зловещей шестёрки была сформирована во время Гражданской войны, но была остановлена Секретными Мстителями во главе с Капитаном Америкой.

### Зловещая шестёрка во время арки «Big Time»
Новый состав в лице Электро, Хамелеона, Носорога, Песочного человека и Мистерио снова была собрана Доктором Осьминогом для своего тайного многоступенчатого плана. Когда Человек-паук вступил в Фонд будущего, команда суперзлодеев проникла в здание Бакстера, а к супергероям, находившимся на острове в Карибском море, были подосланы Хамелеон и Мистерио, а также роботы-двойники остальных членов Зловещей шестёрки. Некоторое время спустя суперзлодеи напали на Академию Мстителей. Наконец, когда Доктор Осьминог раскрыл свой план по уничтожению всего мира при помощи уничтожения озонового слоя Земли, суперзлодеи были побеждены. Мистерио предал Зловещую шестёрку и скрылся. Песочный человек попал в плен. Электро был запущен в космос молотом Тора. Хамелеон согласился сотрудничать, когда броню изображающую Доктора Осьминога, которой он управлял вывел из строя Человек-паук, а Чёрная вдова пригрозила раскрыть его настоящее лицо. Носорог утонул, утянув за собой и Серебряного Соболя, которая вместе с Чёрной вдовой помогала Пауку. Доктор Осьминог был побеждён последним, когда вылез из своей брони, чем и воспользовался Человек-паук.

### Совершенная шестёрка
Организована Превосходным Человеком-пауком (Доктором Осьминогом в теле Человека-паука) в качестве личной команды супергероев на замену Мстителям посредством контроля разума её членов. В конце Совершенная шестёрка выбирается из под контроля Отто Октавиуса и почти убивает его, при этом чуть не уничтожив Нью-Йорк.

## Состав Зловещей шестёрки

### Оригинальная шестёрка
- Доктор Осьминог
- Мистерио
- Электро
- Крейвен-охотник
- Песочный человек
- Стервятник

### Второй состав оригинальной шестёрки
- Доктор Осьминог
- Мистерио
- Электро
- Песочный человек
- Стервятник
- Хобгоблин

### Третий состав оригинальной шестёрки
- Доктор Осьминог
- Мистерио
- Электро
- Стервятник
- Хобгоблин
- Гог

### Зловещая семёрка
- Хобгоблин
- Мистерио
- Электро
- Стервятник
- Жук
- Скорпион
- Шокер

### Зловещая шестёрка Песочного человека
- Песочный человек
- Электро
- Стервятник
- Крейвен-охотник (Алексей Сергеевич Кравинов)
- Мистерио
- Веном (Эдди Брок)

### Зловещая дюжина
- Зелёный гоблин
- Веном (Мак Гарган)
- Стервятник
- Хамелеон
- Ящер
- Песочный человек
- Электро
- Гидромен
- Кувалда
- Шокер
- Могильщик
- Бумеранг

### Зловещая шестёрка во времяГражданской войны
- Доктор Осьминог
- Стервятник
- Шокер
- Ящер
- Трапстер
- Мрачный жнец

### Зловещая шестёрка после Вторжения скруллов
- Доктор Осьминог
- Электро
- Стиратель
- Дикобраз[англ.]
- Страх
- Крушитель

### Состав во время аркиBig Time
- Доктор Осьминог
- Мистерио
- Электро
- Песочный человек
- Хамелеон
- Носорог

### Зловещая «шестёрка» Бумеранга
- Бумеранг
- Жук (Дженис Линкольн)
- Шокер
- Демон скорости[англ.]
- Овердрайв[англ.]
- Живой Мозг (некоторое время)

### Superior Six (Совершенная шестёрка)
- Доктор Осьминог (Превосходный Человек-паук)
- Мистерион (неизвестный чернокожий парень, купивший личность Мистерио у Хобгоблина)
- Песочный человек
- Стервятник
- Хамелеон
- Электро

### Зловещий отряд (Зловещий 66)
Моджо и Хамелеон похищают Человека-паука и его учеников — Людей Икс и заставляют их сниматься в шоу, которое наталкивает их на Зловещий отряд. Группа, которая не видна во всей своей полноте, состоит из голографических замен различных врагов Человека-паука.
- Жук
- Карнаж
- Демогоблин
- Доктор Осьминог
- Электро
- Гиббон
- Зелёный гоблин
- Гризли
- Молотоголовый
- Шакал
- Джек-фонарь
- Визг
- Крейвен-охотник
- Ящер
- Морбиус
- Мистерио
- Пума
- Хобгоблин
- Кингпин
- Носорог
- Звонарь
- Паразит
- Скорпион
- Веном
- Стервятник и другие

### Зловещая «шестёрка»Spider-Man 2018
- Доктор Осьминог
- Электро
- Скорпион
- Стервятник
- Носорог
- Мистер Негатив

## Альтернативные версии

### Ultimate Marvel
Во вселенной Ultimate Marvel Зловещая шестёрка впервые появилась в сюжете Ultimate Six. В неё вошли: Зелёный гоблин, Доктор Осьминог, Электро, Песочный человек и Крейвен-охотник. Каждый из них подверг себя незаконному генетическому эксперименту и находился в тюрьме Щ.И.Т.a, однако им удалось сбежать из тюрьмы. Зелёный гоблин грубой силой заставил Человека-паука стать шестым членом команды, заявив, что в противном случае он убьёт его тётю Мэй. Зловещая шестёрка атаковала Белый дом, но вскоре в битву с ними вступили Абсолютные. Капитан Америка рассказал Питеру Паркеру, что его тётя находится в безопасности, после чего тот встал на их сторону и помог остановить пятерых суперзлодеев.
Зловещая шестёрка вернулась в сюжете Смерть Человека-паука. Шестым членом команды, на этот раз, стал Стервятник. Все суперзлодеи были освобождены из тюрьмы Норманом Озборном, который жаждал жестоко отомстить Человеку-пауку. Когда Доктор Осьминог отказался убивать Питера Паркера, Норман Озборн убил его. Остальные же злодеи направились к дому Питера Паркера в Куинсе. Там они встретили Человека-факела и Человека-льда и между ними завязался бой. Им удалось победить, однако супергерои всё же выбили Нормана Озборна из строя. После этого появляется Питер Паркер и вступает в борьбу с оставшейся четвёркой суперзлодеев. После сражения с Пауком, Электро собирался добить Человека-паука, но появилась тётя Мэй и подстрелила его. В результате короткого замыкания Электро издал мощный электрический импульс, при этом он потерял сознание и сразил электричеством всех своих товарищей. Норман Озборн был побеждён, однако Питер Паркер погиб в сражении с ним.

## Вне комиксов

#### Мультфильм
- В мультсериале «Человек-паук» 1994 года дважды появляется Коварная шестёрка, которую собрал Амбал.
- Появляется два раза, в мультсериале «Новые приключения Человека-паука». Организовал её как и в комиксах Доктор Осьминог.
- Появляется четыре раза, в мультсериале «Великий Человек-паук». Снова организована Доктором Осьминогом.
- Появляется один раз в мультсериале Человек-Паук 2017 года. Опять организована Доктором Осьминогом.

#### Кино
В апреле 2014 было объявлено, что режиссёром и сценаристом фильма станет Дрю Годдард. Кроме того, сообщалось, что фильм выйдет на экраны раньше четвёртой части «Нового Человека-паука» и сам Человек-паук потенциально появится в фильме. Позже создатели фильма заявили, что главной идеей «Зловещей шестёрки» станет история искупления, а сюжет фильма будет существенно отличаться от комиксов.
23 июля 2014 года Sony Pictures объявили предварительную дату выхода фильма — 11 ноября 2016 года.
Позже было объявлено, с 9 февраля 2015 года что Человек-паук официально станет частью киновселенной Marvel, издание The Wall Street Journal сообщает, что фильм «Зловещая шестёрка» не выйдет в 2016 году, как планировалось ранее.

### Видеоигры
- В игре LJN Spider-Man: Return of the Sinister Six для NES Зловещая шестёрка выступила в роли антагонистов. Состояла из Доктора Осьминога, Песочного человека, Электро, Мистерио, Хобгоблина и Стервятника.
- Команда также играла роль главных антагонистов в игре 2001 года Spider-Man 2: The Sinister для Game Boy Color.
- В интерактивной игре для DOS Spider-Man vs. The Sinister Six с несколькими концовками, Зловещая шестёрка состоит из Доктора Осьминога, Хамелеона, Мистерио, Хобгоблина, Стервятника и Шокера.
- Если в версиях LEGO Marvel Super Heroes для Xbox 360, Xbox One, PlayStation 3, PlayStation 4 и PlayStation Vita, разблокировать Доктора Осьминога, Мистерио, Электро, Песочного человека, Стервятника и Крейвена охотника, то откроется достижение под названием «Зловещая шестёрка».
- В мобильной Marvel Contest of Champions (рус. Марвел: Битва Чемпионов) Зловещая шестёрка появляется в событии «Мир битвы: Возвращение домой». Эта версия «Шестёрки» состоит из Доктора Осьминога, Зелёного гоблина, Венома, Электро, Стервятника и Носорога. Их нанимает Грандмастер, чтобы уничтожить героев с паучими силами.
- В другой мобильной игре Marvel: Future Fight, в специальной миссии Зловещая шестёрка сотрудничала с А.И.М., прежде чем они, в конечном итоге, были побеждены Человеком-пауком и его союзниками. Эту интерпретацию возглавляет Мистерио, замаскированный под Доктора Осьминога, и в неё входят Стервятник, Носорог, Крейвен-охотник, Песочный человек и Ящер.
- Зловещая шестёрка появлялась в Marvel’s Spider-Man 2018 года, где она была организована Доктором Осьминогом и, помимо него, состояла из Мистера Негатива, Носорога, Скорпиона, Стервятника и Электро.